# 堀之内軌道
堀之内軌道（ほりのうちきどう）は、静岡県にかつて存在した軽便鉄道である。

## 概要
路線は、堀之内町（敷設当時は西方村、現菊川市）の東海道本線堀ノ内駅（現菊川駅）前から池新田村（現御前崎市）までの区間を通っており、内陸の東海道本線と、海岸部に近い地域を結んでいた。本社と車庫は堀之内町（現在の菊川市堀之内）にあった。
馬車鉄道として開業し、橋梁やトンネルの整備を進めると蒸気鉄道への転換を図ったが、第一次世界大戦に伴って石炭価格が高騰していたことと、市街地を走る軌道に黒煙を吐く蒸気鉄道はふさわしくないとして断念、電気鉄道への転換も投資額が多額にのぼるため実施されず、地元の機械製造業で姉妹会社であった松下工場の縁で小型ディーゼル機関車を導入する。同工場が販売代理店を務めた旧称N・A・オットー&Cie製の発動機であったことから、「オット機関車」と呼んで運用した。これは初期の日本のディーゼル機関車実用例である。
地元の「小笠茶産地」として伸びた茶業、軍需産業等の発展に寄与したが、昭和初期に自動車輸送におされ、昭和10年（1935年）に廃止された。
併用軌道区間が多く、もともと駅・軌道設備が簡素であったことと、その後の区画整理のため、途中の佐栗谷隧道を除き、現在ではほとんどその名残を見ることができない。
現在はしずてつジャストラインのバス路線（菊川浜岡線）がこの軌道線とほぼ同じ区間を走っている。

### 路線データ
1935年12月廃止時点のもの
- 路線距離（営業キロ）：14.8 km
- 軌間：762 mm
- 複線区間：なし（全線単線）
- 電化区間：なし（全線非電化）

### 使用車両

#### 機関車
- 1号機関車：Motorenfabrik Deutz AG製[注釈 5] ML128形
  - 横置単気筒ディーゼルエンジン、出力14馬力
  - 出力不足のため客車を牽引できず営業運転には用いられなかった。
- 2 - 5号機関車：Motorenfabrik Deutz AG製[注釈 5] ML132形
  - 横置単気筒オットーサイクルディーゼルエンジン、出力22馬力
- 6号機関車：Motorenfabrik Deutz AG製[注釈 5] 形式不明
  - 横置単気筒オットーサイクルディーゼルエンジン、出力28馬力

#### 客車
- 1・2号客車：ボギー客車
  - 定員34（座24、立12）
- 3・4号客車：ボギー荷物合造客車
  - 定員24（座16、立8）
- 5・6号客車：4輪客車（松下工場製）
  - 定員10

## 歴史

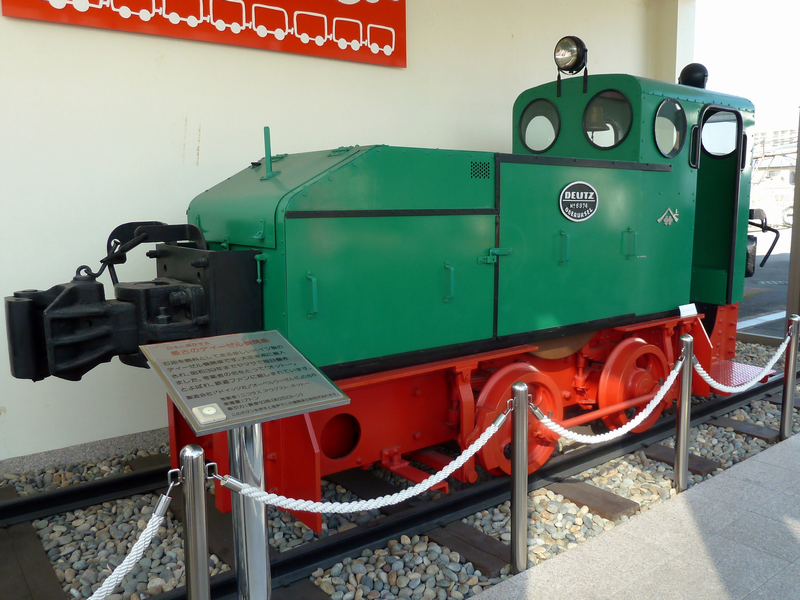
ヤマサ醤油第一工場に展示されている「オットー機関車」

- 1897年（明治30年）6月1日 - 堀之内 - 南山間の軌道敷設が特許を取得[8]
- 1898年（明治31年）9月21日 - 城東（きとう）馬車鉄道設立
- 1899年（明治32年）8月19日 - 堀之内 - 南山間が開業（馬車鉄道、軌間606mm）[注釈 6]
- 1917年（大正6年）1月28日 - 御前崎軌道に社名を変更
- 1919年（大正8年）4月 - 電気事業開始[11]。電灯供給からさらに自社路線の電化も目論んだが費用多額のため断念
- 1921年（大正10年）11月28日[注釈 7] - 堀之内軌道運輸に軌道事業を譲渡
- 1922年（大正11年）2月 - 御前崎軌道が静岡電力に合併[11]
- 1923年（大正12年）12月29日 - 南山 - 池新田間が開業（内燃動力、軌間762mm）。内燃動力（ディーゼル機関車）を導入
  - 単気筒ディーゼルエンジンを搭載した小型機関車で、幅が極端に狭く、妻面の窓は船舶を思わせる丸窓であった。エンジンの爆音が凄まじいうえ、慢性的低出力と扱いの不慣れのために故障が絶えず、廃線まで運用されたが非常な苦労があった模様である。使用された機関車はドイツのモトーレンファブリーク・ドイツ社製のオットーサイクルと呼ばれる方式のガソリン起動型ディーゼル機関車であり、沿線の人々からは「オット機関車」の通称で呼ばれた。堀之内軌道で使われたものではないが、これと同型の機関車が千葉県銚子市のヤマサ醤油工場に静態保存されている。
- 1924年（大正13年）
  - 7月23日 - 西横地 - 南山間を軌間762mmに改軌、同区間を内燃動力に変更
  - 11月25日 - 堀之内 - 西横地間を軌間762mmに改軌、同区間を内燃動力に変更[14]。
- 1925年（大正14年）5月 - 機関車による直通運転を開始
- 1926年（大正15年）11月30日 - 堀之内駅を国鉄堀ノ内駅前に移転し、堀之内駅前駅に改称
- 1935年（昭和10年）5月10日 - 営業休止
- 1935年（昭和10年）12月4日 - 廃止[7]

## 駅
堀之内駅前駅（開業当初は堀之内駅であった）- 五丁目駅 - 万田橋駅 - 三軒家駅 - 円通寺駅 - 西横地駅 - 奈良野駅 - 上平川駅 - 城山下駅 - 平田駅 - 橋本駅 - 赤土駅 - 南山駅 - 南山学校前駅 - 川原駅 - 新野駅 - 木ヶ谷駅 - 大橋駅 - 苗代田駅 - 池新田駅

## バス事業
1934年時点で12路線、使用車両（常用11予備5）。

## 遺構

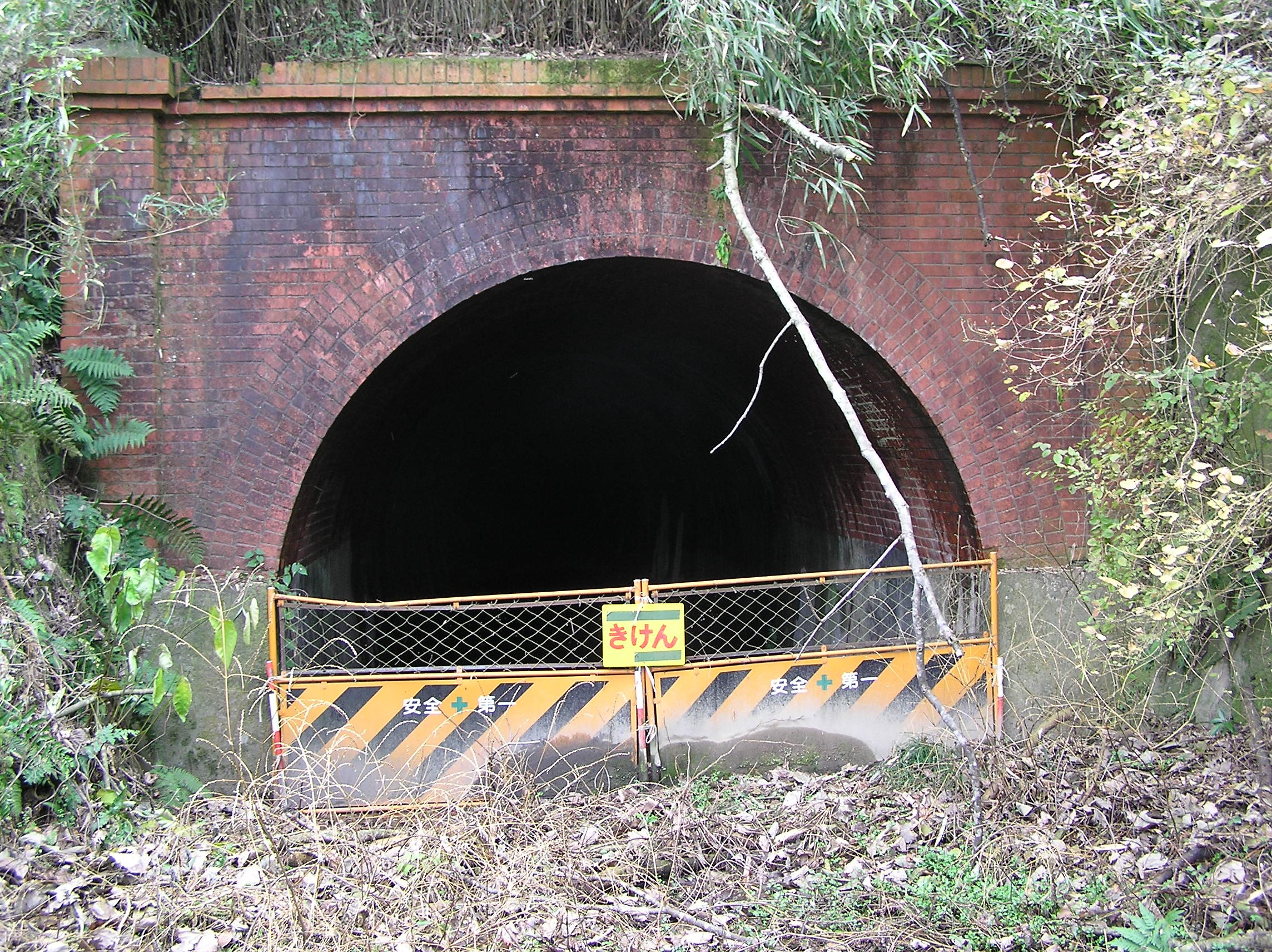
佐栗谷隧道

- 佐栗谷隧道（さぐりやずいどう）
菊川市高橋字佐栗谷と御前崎市新野の境界にある全長93.3 m[注釈 9]のトンネル。両端は煉瓦造り、中央部は掘り放しとなっている。トンネルは静岡県道37号掛川浜岡線の旧道トンネル脇にあるが、夏場は草に覆われる。御前崎市側の坑口は既に埋められている。菊川市側の坑口は現存するが、入口は菊川市が設置したバリケードで塞がれており、立ち入ることはできない。御前崎市側には線路跡と見られる道が農道として残っている。

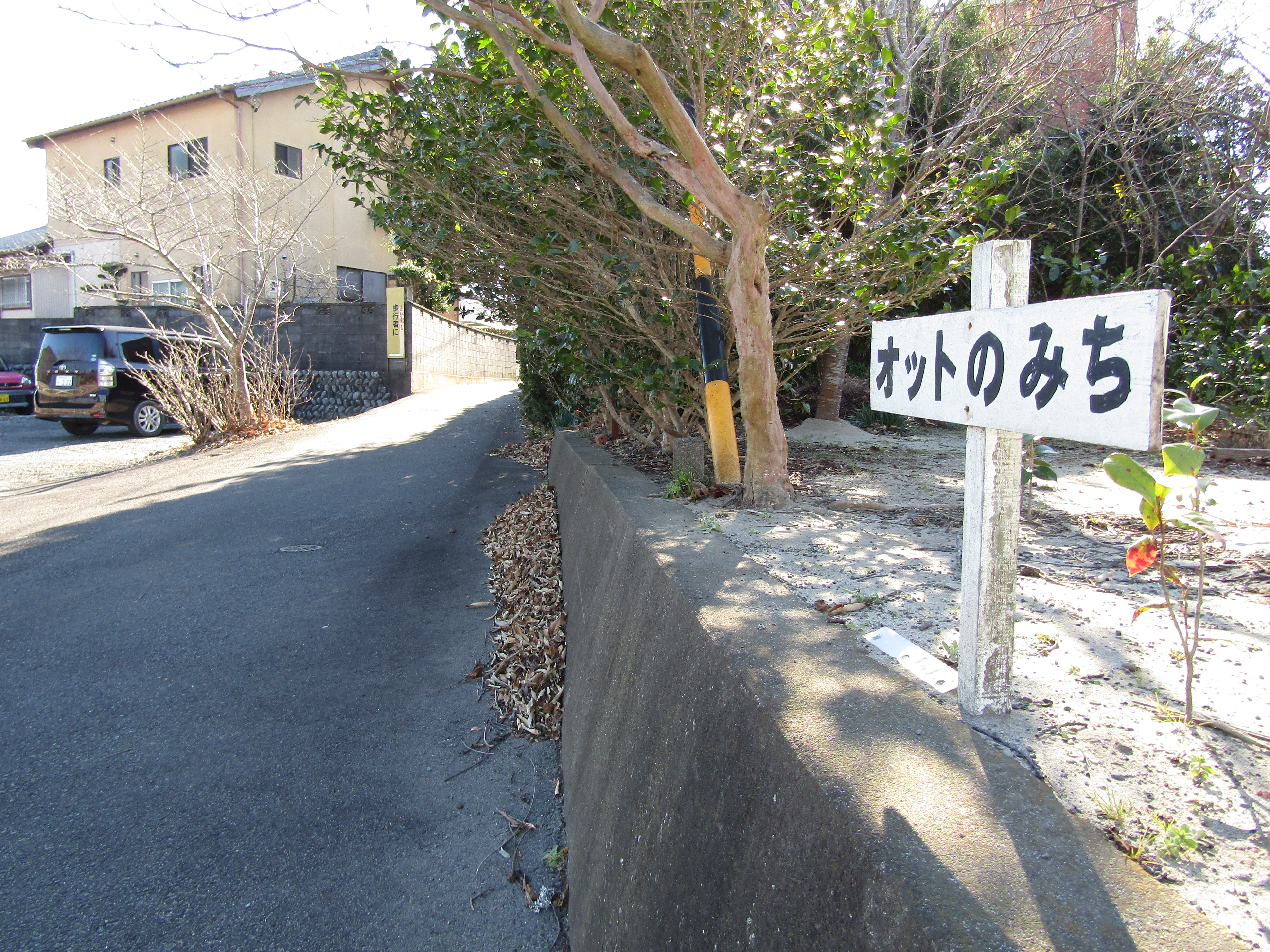
オットのみち

- 終点に近い静岡県立池新田高校周辺には、線路跡を示す「オットのみち」と書かれた看板が住宅地に立てられている箇所も存在する。